# Castello Malaspina (Fosdinovo)
Il castello Malaspina è una dimora storica vincolata dalla Soprintendenza per i beni artistici e architettonici. Si trova nel paese di Fosdinovo in provincia di Massa Carrara, nella regione storica della Lunigiana. Nel novero dei Castelli lunigianesi, è la struttura più grande e meglio conservata, oggetto d'una intensa campagna di restauro nel 1960–1965 che ha sanato le devastazioni causatevi dalla Seconda guerra mondiale.
Il castello di Fosdinovo è stato residenza principale del Marchese di Fosdinovo, appartenente ad uno dei rami dei Malaspina dello Spino Fiorito, dal XIV al XVIII secolo, ed è oggi proprietà della famiglia Torrigiani-Malaspina, discendente per via femminile dai Malaspina. La struttura è visitabile e completamente ammobiliata.

## Storia

### Origini
La costruzione dell'imponente fortezza, che si fonde perfettamente con la roccia arenaria, ebbe inizio nella seconda metà del XII secolo, anche se si parla del Castrum Fosdinovense già in un documento di Lucca del 1084. Quello di Fosdinovo, come vale per le strutture fortificate di Marciaso e Ponzanello, fu dunque una delle tante erigende militari che testimoniarono il diffondersi, nella Lunigiana storica, del fenomeno dell'incastellamento.
Inizialmente, la struttura fu innalzata a dominio e difesa del primitivo castrum di Fosdinovo e retta dalla popolazione locale per conto della diocesi di Luni i cui vescovi-conti contesero ferocemente, sino al principio del XIV secolo, il controllo territoriale tanto ai neonati Comuni quanto alle varie schiatte nobiliari della zona. L'ultimo di questi vescovi-conti, Antonio Nuvolone da Camilla (c. 1297–1307), coinvolto in una lunga contesa con il potente casato dei Malaspina chiusa dalla Pace di Castelnuovo (1306) negoziata da Dante Alighieri, amico di Moroello Malaspina, nominò però quale suo erede testamentario proprio il marchese di Mulazzo Franceschino Malaspina e membri dei Malaspina furono i suoi immediati successori alla cattedra vescovile.

### I Malaspina

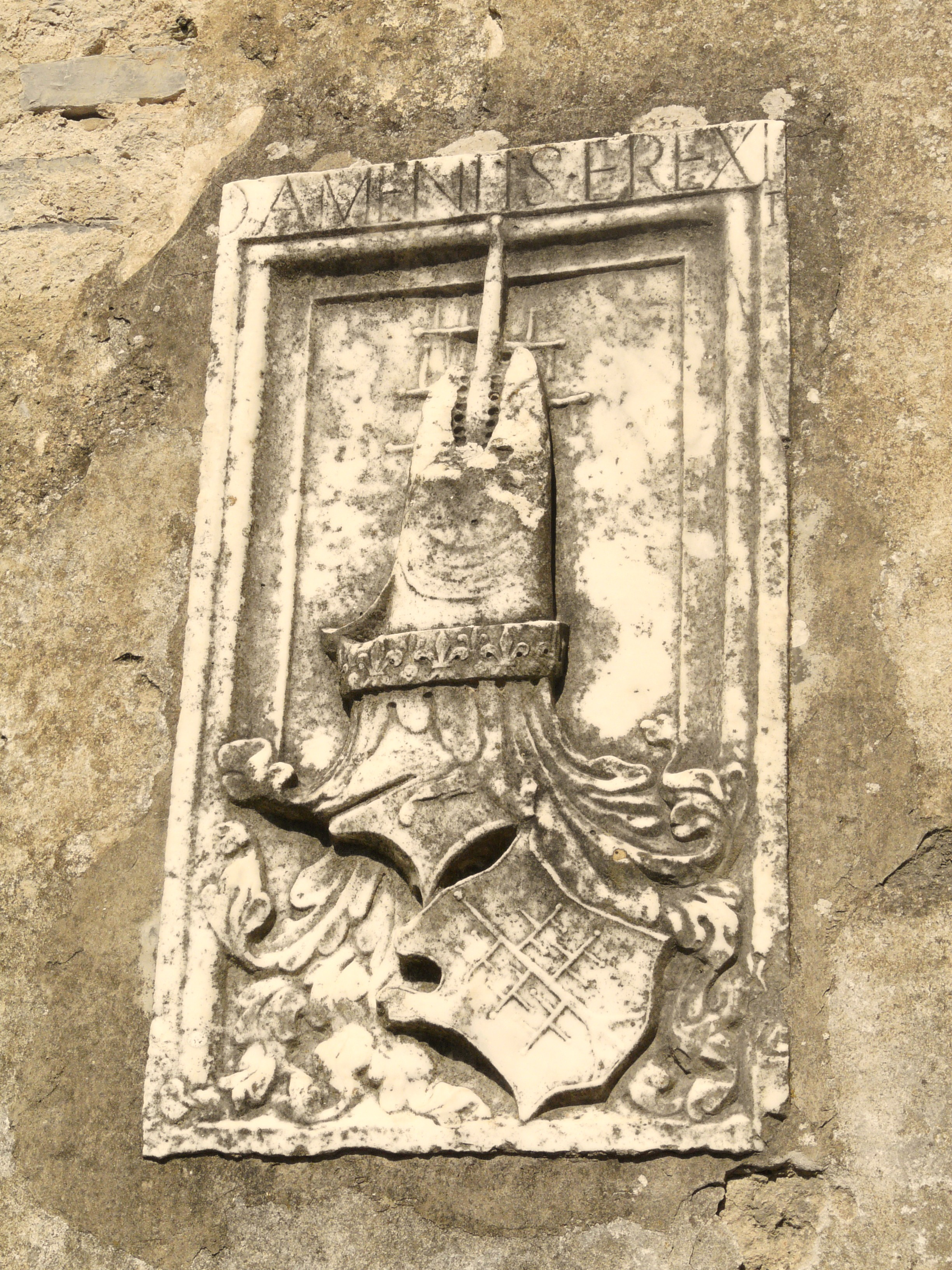
Lo stemma dei Malaspina nel castello di Fosdinovo

Nel 1221, quando la schiatta dei Malaspina divise il vasto dominio familiare, esteso nel XII secolo su gran parte dell'arco appenninico emiliano-ligure, in due rami, i Malaspina dello Spino Secco (cui a titolo di es. appartenevano i predetti Morello e Franceschino Malaspina) e quelli dello Spino Fiorito, a questi ultimi fu assegnato, fra gli altri, il feudo di Fosdinovo. Come anticipato, però, Fosdinovo e le sue terre furono per diversi decenni oggetto di un'intricata contesa tra i Malaspina ed i vescovi-conti di Luni, nel corso della quale non è da escludere che il feudo sia stata concesso dai Malaspina stessi a famiglie fedeli quali i Cattanei, i Vicedomini ed altri, poi appellati genericamente come "Nobili di Fosdinovo".
L'atto formale di cessione (o di restituzione) delle terre, distretti e giurisdizioni da parte dei "Nobili di Fosdinovo" ai Malaspina avvenne così solo nel 1340 e nella persona del condottiero Spinetta Malaspina (1282–1352) che riconquistò quel territorio alla Repubblica di Lucca, impadronitasene grazie dal condottiero Castruccio Castracani (1281–1328), già nemico del vescovo di Luni Bernabò Malaspina (c. 1321–1338), cugino di Spinetta.
Spinetta Malaspina, detto "il Grande", creò così il marchesato di Fosdinovo, prendendo corte proprio nel castello di Fosdinovo che legò da lì innanzi le sue fortune a quelle della casata. Spinetta morì senza figli ma il sacro romano imperatore Carlo IV di Lussemburgo (r. 1355–1378) ratificò nel 1355 la creazione del marchesato e ne infeudò i nipoti di Spinetta, figli del fratello Azzolino: Gabriele († 1359), Galeotto I († 1367) e Guglielmo. Il potere venne inizialmente detenuto da Gabriele, ennesimo vescovo di Lumi appartenente alla schiatta, dopodiché il titolo e la fortezza passarono a suo fratello  Galeotto. Sposato ad Argentina Grimaldi, già vedova del suo congiunto Morello Malaspina di Giovagallo, Galeotto I fu un famoso giureconsulto nonché primo abbellitore della fortezza. Il suo monumento funebre è senza dubbio l'opera d'arte più significativa conservata all'interno della chiesa di San Remigio in Fosdinovo. Il controllo sul castello e sui suoi feudi fu comunque oggetto di contese dinastiche in seno ai vari rami dei Malaspina fino a che non vi pose ordine Spinetta II († 1398), figlio di Galeotto I, nel 1393, marcando un distinguo tra i Malaspina Spino Fiorito di Fosdinovo e quelli di Castel dell'Aquila discendenti di suo fratello Leonardo I († 1403).
Sul finire del Quattrocento, il castello fu restaurato secondo i nuovi principi ossidionali rinascimentali da Gabriele II (1435/1438–1508), VI Marchese di Fosdinovo, già condottiero come i suoi avi, seppur di fama non brillante, ed abile politico legatosi, tra gli altri, a Lorenzo de' Medici. Nel Cinquecento, proprio grazie all'opera di Gabriele II e del suo successore, Lorenzo († 1553), il castello acquistò l'aspetto di dimora gentilizia e la dimensione di corte rinascimentale, mentre nel Seicento, durante il marchesato di Giacomo II (c. 1610–1663), il borgo di Fosdinovo s'ingrandiva sino a raggiungere, nel 1636, ottocento "fuochi".
Solo l'avvento della rivoluzione francese, ed i suoi echi, posero termine al dominio malaspiniano su Fosdinovo, con l'annessione dello stesso alla Repubblica Cisalpina. Si trattò tuttavia di una breve parentesi. Il castello nel frattempo, con la morte senza eredi di Carlo Emanuele Malaspina (1752–1808), allora esule a Pisa, era passato in proprietà a tale marchese Giuseppe Azzolino. Per effetto del Congresso di Vienna del 1815, gli ex feudi dei Malaspina furono incorporati nel ducato di Modena e Reggio i cui sovrani, gli Austria-Este, rilevarono il castello di Fosdinovo ad Azzolino per farne la capitale della Lunigiana estense. Dopo i Moti del 1848 che costrinsero alla fuga il duca Francesco V d'Austria-Este (c. 1846–1859) proprio a Fosdinovo si costituì un primo governo provvisorio ma l'anno successivo di nuovo gli austriaci restaurarono il governo estense che durò fino al 1859. Si formò allora a Fosdinovo il secondo governo provvisorio durato fino alla proclamazione del Regno d'Italia nel 1861.
Il castello malaspiniano, venduto nel frattempo dagli Austria-Este all'amministrazione dell'Ospedale di Fosdinovo, fu definitivamente riacquistato dal marchese Carlo Maurizio Malaspina, figlio di Giuseppe Malaspina del fu Giuseppe Alberico Malaspina, fratello dell'ultimo marchese Carlo Emanuele, che restituì alla famiglia (allora riparata a Villa Malaspina di Caniparola) la dimora avita.

### I Torrigiani-Malaspina
Alla morte di Carlo Maurizio, il castello di Fosdinovo passò in eredità a suo fratello Alfonso Malaspina che, privo d'eredi diretti, lo lasciò al nipote Alessandro Malaspina, figlio della sorella Cristina e del marchese fiorentino Filippo Torrigiani (1851–1924), senatore del regno. Insieme ai beni, Alessandro acquisì anche il cognome di Malaspina. Gli successe il figlio Carlo Filippo Torrigiani-Malaspina che promosse il restauro del castello, devastato dai bombardamenti della Seconda guerra mondiale, nel 1960–1965.

## Architettura
Il castello di Fosdinovo è visitabile e completamente ammobiliato.
La planimetria del complesso sviluppa su di una pianta quadrata con quattro torri rotonde orientate, un bastione semicircolare, due cortili interni (uno centrale ed uno discosto), camminamenti di ronda sopra i tetti, giardini pensili, loggiati ed un corpo di guardia/rivellino proiettato verso il borgo di Fosdinovo, detto anticamente “lo Spuntone”.
Protetta in origine da un ponte levatoio, la porta d'ingresso duecentesca introduce in un piccolo cortile in stile romanico dove una colonna marmorea, anch'essa del Duecento, ne sostiene i loggiati superiori. Dal cortile, dove in epoca rinascimentale erano posti i cannoni, partono le larghe rampe di scale, percorribili anche a cavallo, che conducono a quello più grande e centrale. Questo presenta un elegante porticato rinascimentale con colonne in pietra, un pozzo ed un bel portale cinquecentesco in marmo da cui inizia il percorso per raggiungere le sale.
Le sale del castello, arredate ed affrescate alla fine del XIX secolo per opera degli ultimi Malaspina, sono: la Sala d'ingresso; la Sala da pranzo col grande camino settecentesco e le ceramiche da farmacia del Seicento; la Sala del trono; il Salone con gli attigui salotti; e la Camera del trabocchetto con la sottostante camera delle torture. Si racconta che proprio da questa stanza, la marchesa Cristina Adelaide Pallavicino (1652–1723), donna malvagia e lussuriosa, eliminasse i suoi amanti facendoli cadere nella botola situata ai piedi del letto. Proprio i trabocchetti erano una caratteristica del castello: ne esistevano tre, due nel loggiato che dava sull'orto ed uno nella torre d'angolo; alla loro base erano infissi affilati coltelli con la punta rivolta verso l'alto, di modo che lo sventurato, una volta caduto dalla botola attivata con una molla, veniva colto immediatamente dalla morte. Oltre a questi tremendi strumenti di tortura, ne esisteva un altro ancor più terribile: un braccio di ferro sporgente dal muro della torre cui era applicata una carrucola ed un anello murato in terra, collegati da una corda, per appendervi il torturato e lasciarvelo, sotto gli occhi di tutti, finché non fosse morto. I piani superiori sono contraddistinti da altre sale arredate.
Nella più antica torre di levante, si trova la cosiddetta “camera di Dante”, dove, secondo la tradizione, dormì il Sommo Poeta quando fu ospitato nel castello durante il periodo di esilio. Gli affreschi presenti nel grande salone centrale raffigurano proprio l'antica amicizia di Dante con i Malaspina, ricordata da Giovanni Boccaccio.

## Leggende
Sul castello aleggiano alcune leggende. La più celebre è quella di Bianca Maria Aloisia Malaspina († 1690), figlia del marchese Giacomo II, che sarebbe stata murata viva nel castello dal suo stesso padre, a causa di una relazione con uno stalliere. Un'altra leggenda è quella della marchesa Cristina Pallavicini, che avrebbe ucciso i suoi numerosi amanti facendoli precipitare in una botola posta ai piedi del letto, dopo essersi intrattenuta con loro. Diversi testimoni raccontano di aver assistito a fenomeni paranormali nel castello e di aver visto il fantasma di Bianca Malaspina.

## Galleria

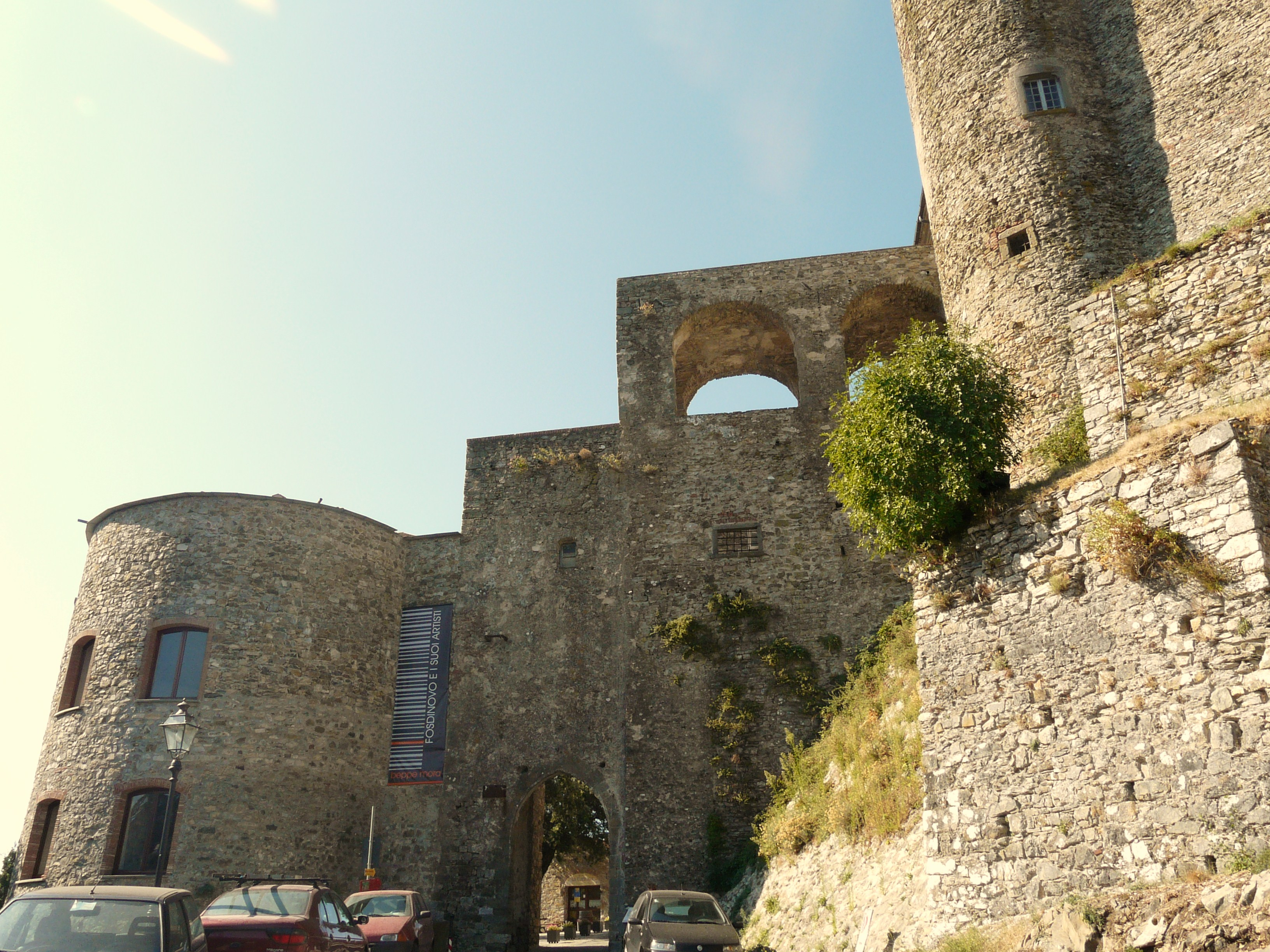
Castello Malaspina - lo "spuntone" e la porta d'ingresso al borgo.
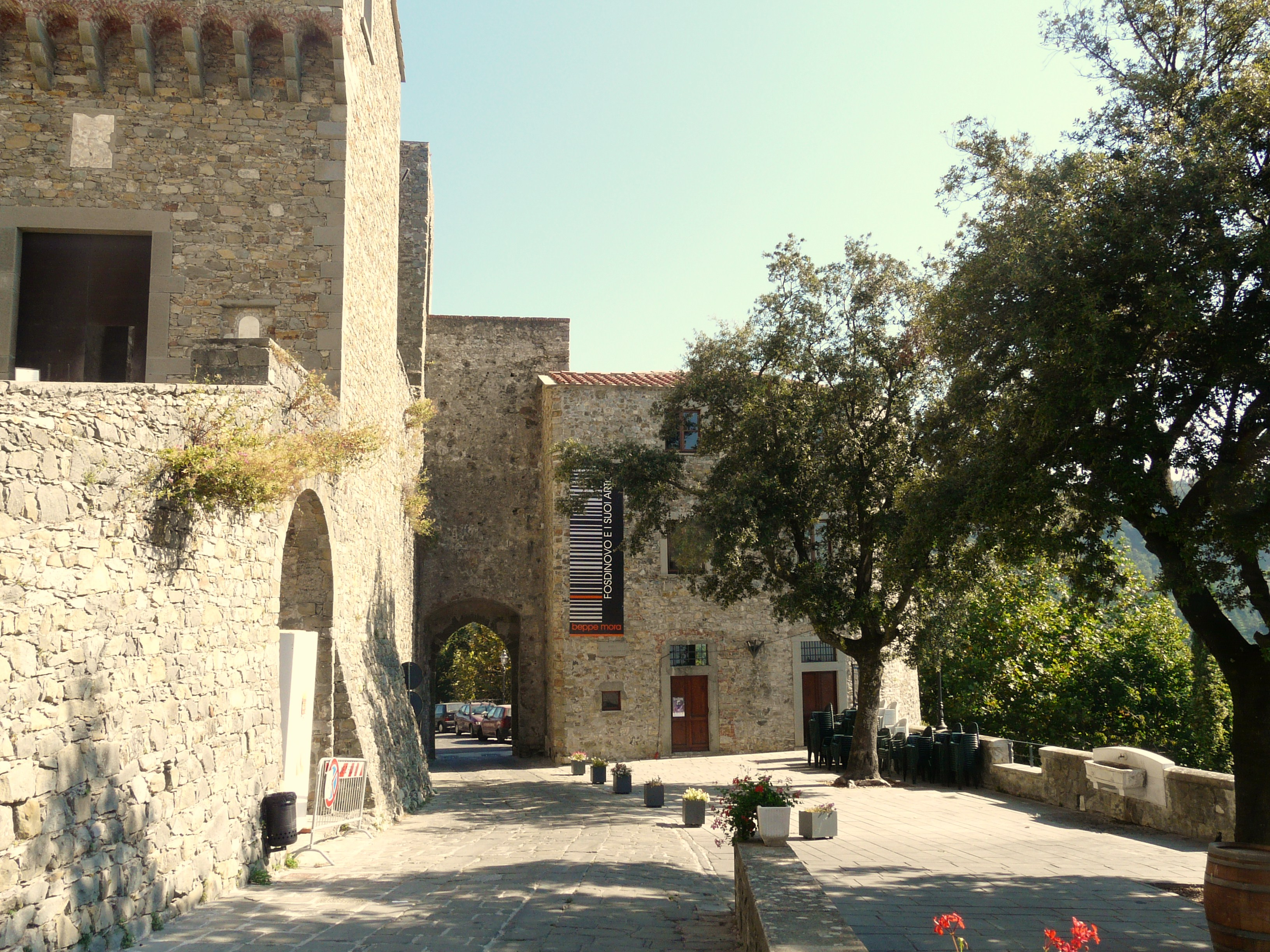
Castello Malaspina - la porta d'ingresso al borgo.
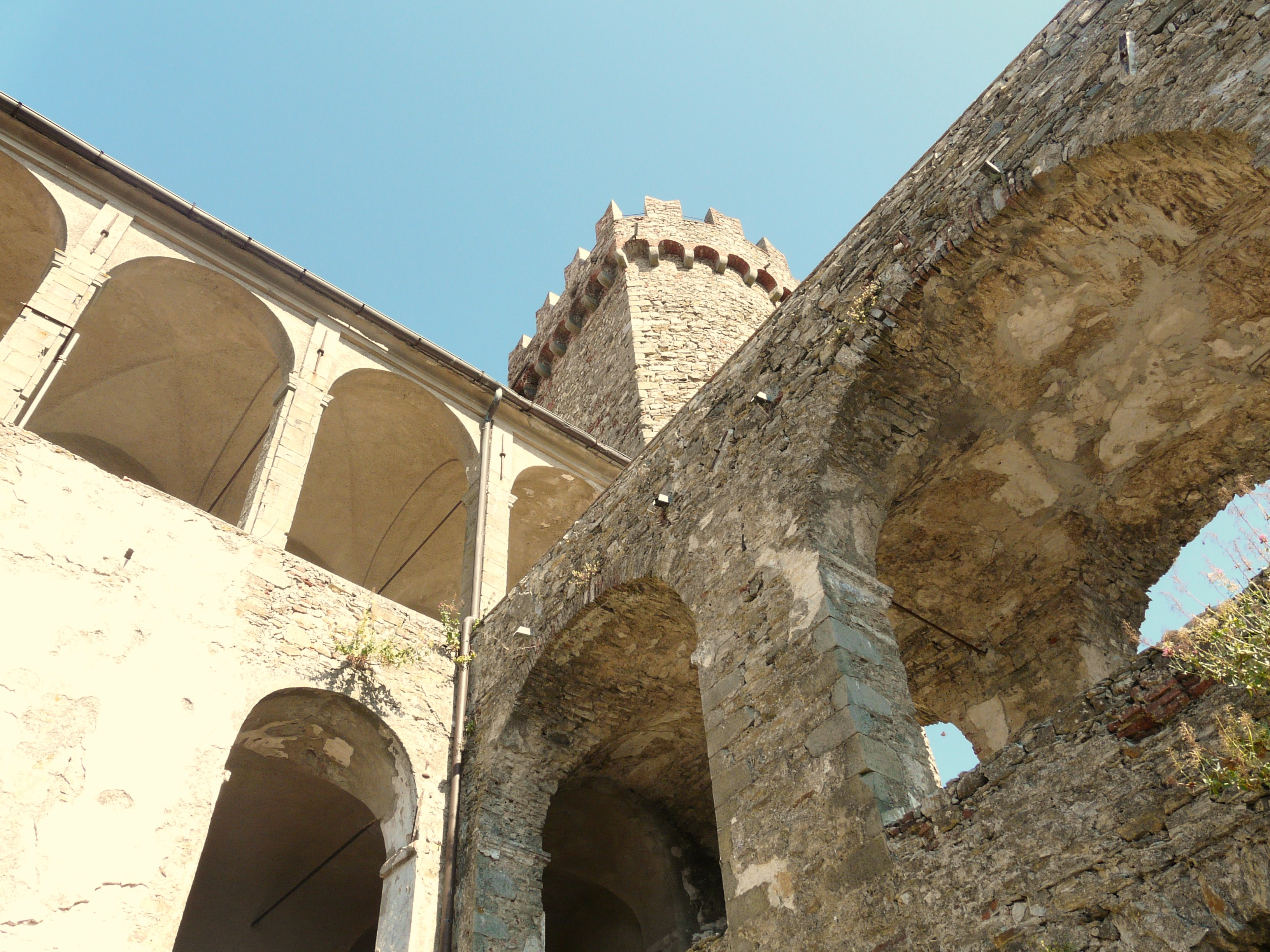
Castello Malaspina - il loggiato.
Castello Malaspina - veduta d'insieme (fotografia del 1984).
Castello Malaspina - cartolina d'epoca.

### Esplicative
1. ↑  Il dominio avito dei Malaspina fu diviso seguendo il corso del Magra: le terre a sinistra del fiume andarono allo Spino Fiorito di Moroello I Malaspina (in realtà, vero capostipite fu Obizzino Malaspina, † 1249/1254) e quelle a destra allo Spino Secco di Obizzo II Malaspina (in realtà, vero capostipite fu Corrado I Malaspina, 1180–post 1254) - oltre alla genealogia ed. in Litta 1835, approfondimenti interessanti si trovano in  Alessandro Soddu, Struttura familiare e potere territoriale nella signoria dei Malaspina, in Giornale Storico della Lunigiana e del territorio Lucense, LV, 2004,  pp. 135-152.  Laura Lotti, I castelli dei Malaspina in Lunigiana dal Medioevo al Settecento : le dame, i cavalieri, le violenze, Edizioni dell'Assemblea (n. 154), Firenze, Regione Toscana, Consiglio regionale, febbraio 2018, ISBN 9788889365977, OCLC 1039888394.

### Bibliografiche
1. 1 2 3  Dadà 2010, p. 70.
2. 1 2  Meli 2008, p. 257, n. 23.
3. 1 2  Dadà 2010, p. 36.
4. ↑  Dadà 2010, p. 35.
5. 1 2   Luigi Podestà, I vescovi di Luni dall'anno 895 al 1289. Studi sul Codice Pelavicino nell'Archivio Capitolare di Sarzana, in Atti e Memorie della Reale Deputazione di Storia Patria per le Province Modenesi, VI, 1895,  pp. 5–157.
6. ↑   Enrica Salvatori, MALASPINA, Moroello, in Dizionario biografico degli italiani, vol. 67, Roma, Istituto dell'Enciclopedia Italiana, 2006.
7. ↑   Franca Rangone, MALASPINA, Franceschino, in Dizionario biografico degli italiani, vol. 67, Roma, Istituto dell'Enciclopedia Italiana, 2006.
8. ↑   Antonio Nuvolone da Camilla, vescovo-conte di Luni, su geni_family_tree, 29 agosto 2020. URL consultato il 27 maggio 2024.
9. ↑  Dadà 2010, p. 65.
10. ↑  Branchi 1898, II, p. 518.
11. 1 2  Cervia 2017, p. 1.
12. ↑   Antonio Nuvolone da Camilla, vescovo-conte di Luni, su geni_family_tree, 29 agosto 2020. URL consultato il 27 maggio 2024.
13. ↑  Branchi 1898, p. 123.
14. 1 2   Franca Ragone, MALASPINA, Spinetta, in Dizionario biografico degli italiani, vol. 67, Roma, Istituto dell'Enciclopedia Italiana, 2006. URL consultato il 16 agosto 2017.
15. ↑   Franca Ragone, MALASPINA, Bernabò, in Dizionario biografico degli italiani, vol. 67, Roma, Istituto dell'Enciclopedia Italiana, 2006. URL consultato il 7 gennaio 2018.
16. ↑  Branchi 1898, II, p. 525.
17. 1 2  Dadà 2010, p. 38.
18. ↑  Dadà 2010, p. 37.
19. ↑  Cervia 2017, p. 3.
20. ↑   Franca Ragone, MALASPINA, Spinetta, in Dizionario biografico degli italiani, vol. 67, Roma, Istituto dell'Enciclopedia Italiana, 2006.
21. ↑  Litta 1835, Tav. XIII.
22. ↑  Bianchi 2002, p. 58.
23. ↑  Cervia 2017, p. 5.
24. ↑   Patrizia Meli, Gabriele Malaspina marchese di Fosdinovo : condotte, politica e diplomazia nella Lunigiana del Rinascimento, Firenze, Firenze University Press, 2008, ISBN 978-88-8453-860-4.
25. 1 2  Litta 1835, Tav. XIV.
26. ↑  Litta 1835, Tav. XV.
27. ↑  Cervia 2017, p. 6.
28. ↑   Emanuele Repetti, Dizionario geografico fisico storico della Toscana, Firenze, Edizione anastatica Cassa di Risparmio di Firenze, 1972 (archiviato dall'url originale il 4 marzo 2016).
29. ↑  Bianchi 2002, pp. 231-264.
30. ↑   Terre di Lunigiana - La Villa Malaspina a Caniparola, su terredilunigiana.com.
31. 1 2 3   Davide & Rachele, Il castello Malaspina e la leggenda del fantasma che respira, su Destinazione Terra - il blog di Davide & Rachele, 2 dicembre 2019. URL consultato il 9 marzo 2024.
32. ↑  Dadà 2010, p. 64.
33. ↑  Palandrani 2005, p. 75.
34. ↑   Tra storie e leggende, su Castello di Fosdinovo Malaspina. URL consultato il 9 marzo 2024.

### Studi
- Nicola Gallo, Appunti sui castelli della Lunigiana, Biblioteca di archeologia dell'architettura, n. 3, Insegna del giglio, 2004, ISBN 88-7814-240-9.
- Nicola Gallo [et al.] (a cura di), Guida storico-architettonica dei castelli della Lunigiana toscana, Istituto Valorizzazione Castelli, 2002.
- Virginia Neri [et al.], Paesaggio e Restauro: modello di studio e metodologia applicativa per i giardini del castello di Fosdinovo (MS), in Il capitale culturale, XI, 2015,  pp. 223-250, ISSN 2039-2362 (WC · ACNP).
- Dante Francesco Piccioli, Il castello di Fosdinovo, i Malaspina dallo spino fiorito e Dante Alighieri, Sarzana, Grafiche Sarzanesi, 1971.

### Consultazione
- Giovan Battista Bianchi, Fosdinovo. I suoi Signori e i suoi Marchesi, Pisa, Felici, 2002.
- Eugenio Branchi, Storia della Lunigiana feudale, 2 v., Pistoia, Beggi, 1897-1898. rist. anast. Forni, 1981.
- Paola Cervia (a cura di), L'archivio storico comunale di Fosdinovo: Inventario della sezione preunitaria (1615 - 1870), Comune di Fosdinovo, 2017.
- Massimo Dadà (a cura di), Guida di Fosdinovo, La Spezia, Giacché, 2010.
- Pompeo Litta, Malaspina, collana Famiglie celebri italiane, Milano, Giulio Ferrario, 1835.
- Claudio Palandrani, Dante, i Malaspina e la Lunigiana, Massa, A. Ricciardi, 2005.